# Pegasos

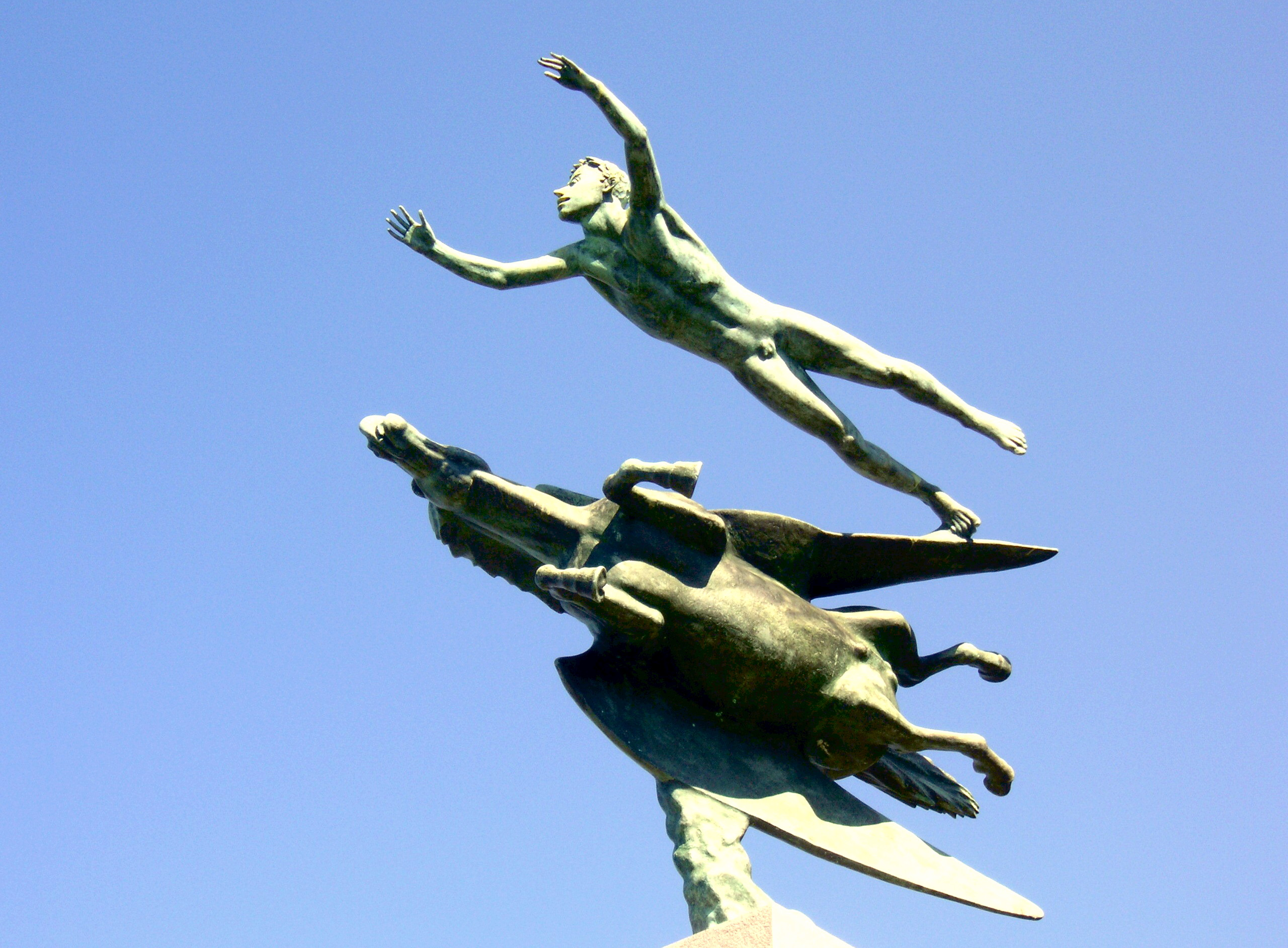
"Människan och Pegasus", skulptur av Carl Milles från 1950.

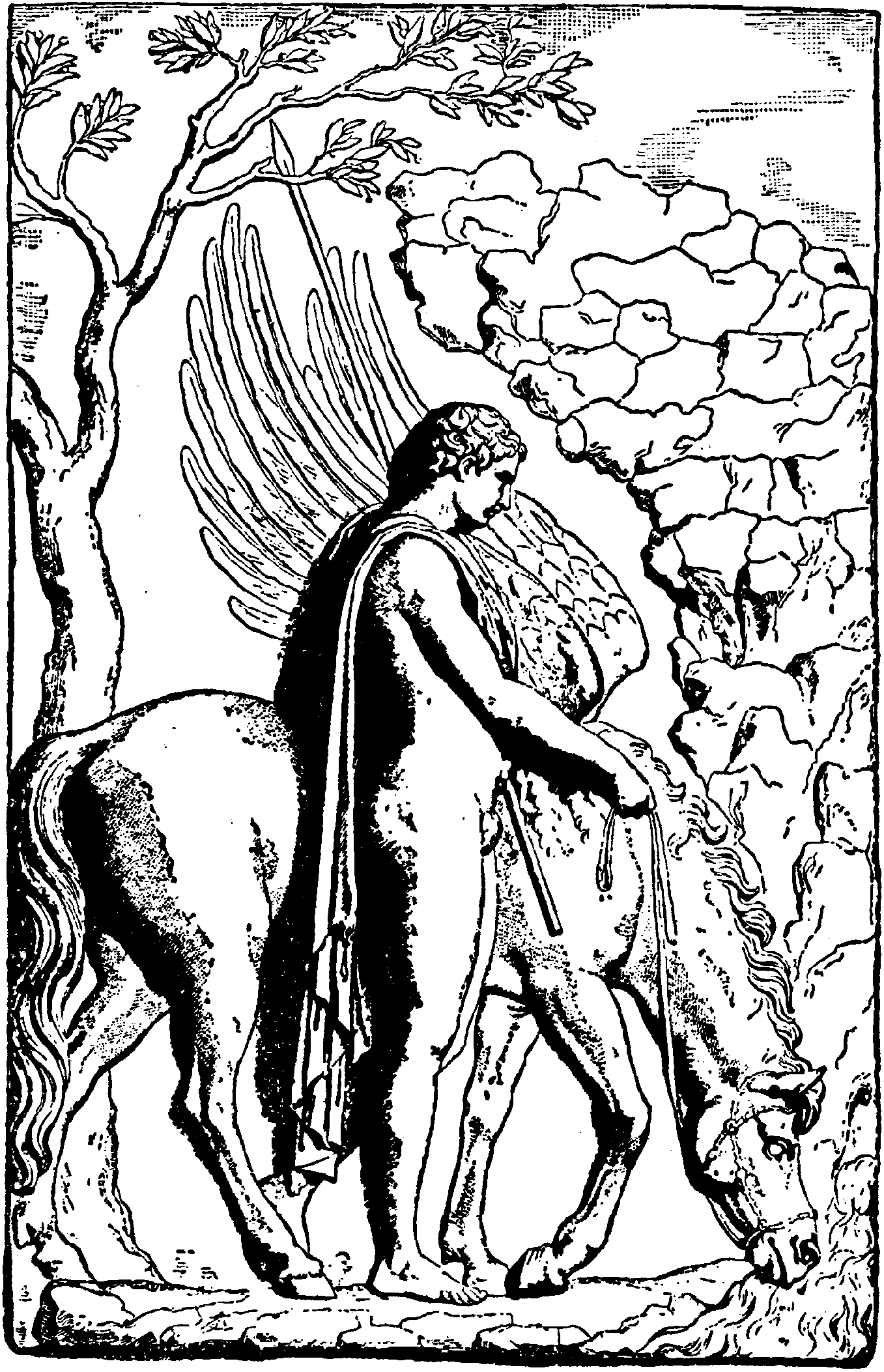
Bellerofon och Pegasus.

Pegasos (klassisk grekiska: Πήγασος Pēgasos, latin: Pegasus) är i grekisk mytologi en bevingad häst som användes av Bellerofon när denne besegrade monstret Chimaira. Pegasos bar även guden Zeus blixtar. Av Pegasos har på svenska bildats ordet pegas. Den springande pegasen är en symbol för skaldekonsten.
Enligt legenden föddes Pegasos tillsammans med Chrysaor ur monstret Medusas blod efter att Perseus huggit av hennes huvud. Pegasos och Chrysaors far var havsguden Poseidon. Pegasos fick därför alltid en stark sammankoppling med vatten och berättelserna förtäljer om hur Pegasos favoritplatser på jorden var vid vattenkällor och vattendrag. En saga berättar även om hur Pegasos skapade källan Hippokrene på berget Helikon medan han galopperade.
Pegasoshästar beskrivs i grekisk mytologi som skygga, flygande djur som lever ensamma på ensliga bergstoppar av att beta från högländernas orörda gräsmarker. Den som har turen att finna och lyckas tämja en pegasos får en mycket trogen följeslagare livet ut som kommer att leva lika länge som sin herre, såvida hästen inte blir dödligt skadad. Pegasos beskrivs som kritvita eller becksvarta hästar med silverfärgad svans och man, och på ryggen, strax bakom halsen på manken sitter de signikativa vita fågelliknande vingarna.
Pegasos var både budbärare åt gudarna och användes av Bellerofon för att besegra monstret Chimaira och Amazonerna. I vissa legender hade Pegasos även i uppdrag att bära den mäktiga guden Zeus blixtar. Pegasos var även musernas häst och var ofta en del i olika legender som handlade om nödlidande och fattiga författare. Pegasos samband med skaldekonsten lanserades av Matteo Boiardo, en italiensk författare under 1400-talet.

## Pegasos och Bellerofon
Bellerofon var enligt myterna den som lyckades tämja Pegasos, med hjälp av de guldbetsel som han skänkts av gudinnan Athena, medan han drack ur en brunn. Bellerofon använde bland annat Pegasos när han dödade monstret Chimaira och besegrade solymerna och amazonerna. Men Pegasos blev också, bokstavligt talat, hjältens fall då denne försökte rida upp till Olympen på Pegasos rygg.
Legenderna om Bellerofons död skiljer sig åt, vissa legender säger att gudarna i vredesmod sände en broms som stack Pegasos så att han kastade av sig hjälten, som efter fallet blev både förlamad och blind. Bellerofon hade nämligen drabbats av hybris och hade försökt använda Pegasos för att flyga till gudarnas boning på berget Olympen. 
Andra källor menar att Pegasos medvetet kastade av hjälten och lät honom falla medan han själv flög upp till Olympen. Efter detta ska Pegasos ha hållits i ett stall på Olympen. Pegasos tog senare en hustru, Euippe/Ocyrrhoe, och tillsammans fick de Celeris och Melanippe som även de var bevingade hästar. Pegasos blev efter sin död en stjärnbild på himlen, Pegasus.